# Lijst van personen op postzegels van Nederland

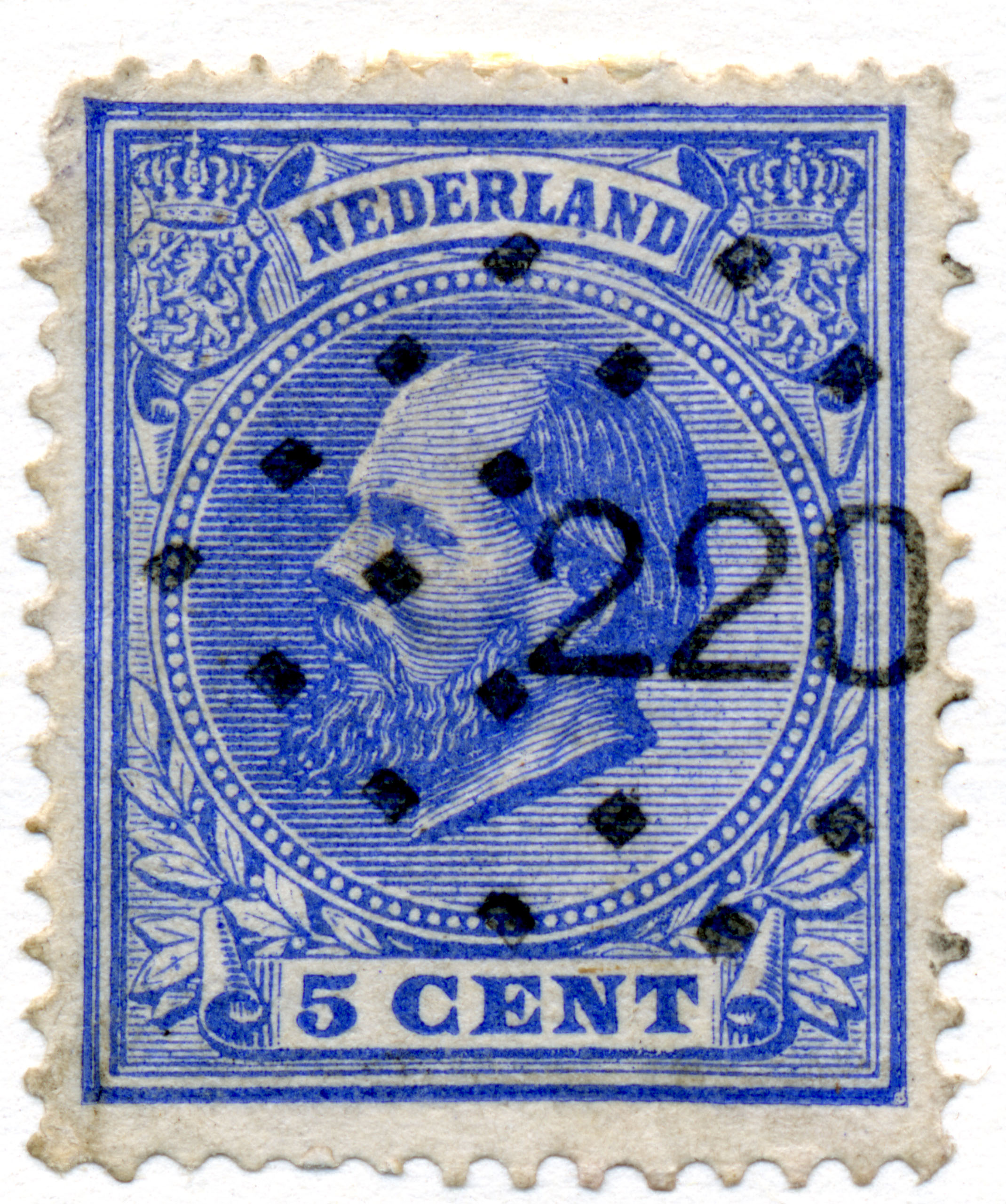
Koning Willem III

Dit is een lijst van personen op postzegels van Nederland.
De eerste postzegel in Nederland werd uitgebracht in 1852, hierop stond een portret van koning Willem III. In de loop der jaren zijn naast de leden van het Koninklijk Huis diverse andere personen uit de Nederlandse geschiedenis afgebeeld, waaronder zeehelden, kunstenaars, politici en wetenschappers. Ook een aantal buitenlanders kreeg een plaatsje op een Nederlands zegel, zoals koning Boudewijn I van België en Albert Schweitzer.

## A
- Tobias Asser, rechtsgeleerde (1991)

## B
- Willem Barentsz, ontdekkingsreiziger (1996)
- Beatrix der Nederlanden, koningin (1946, 1980, 1981-6, 1990, 1991-5, 2001, 2005)
- Nicolaas Beets, schrijver (1939)
- Hendrik Petrus Berlage, architect (1954)
- Willem Blaeu, cartograaf (1983)
- Herman Boerhaave, natuurkundige (1928, 1938)
- Bonifatius, missionaris (1954)
- Johannes Bosboom, schilder (1941)
- Boudewijn van België, koning (1964)
- Louis Braille, uitvinder van het Brailleschrift (1975)
- Luitzen Egbertus Jan Brouwer, wiskundige (2007)

## C
- Petrus Camper, arts (1940)
- Catharina-Amalia der Nederlanden, prinses (2003)
- Charlotte van Luxemburg, groothertogin (1964)
- Winston Churchill, politicus (1980)
- Claus van Amsberg, prins (1991)
- Tim de Cler, voetballer (2008)
- Christoffel Columbus, ontdekkingsreiziger (1992)
- Simon de Cordes, ontdekkingsreiziger (1996)

## D
- Peter Debye, natuurkundige (1995)
- Aagje Deken, schrijfster (1941)
- Eduard Douwes Dekker, schrijver (1987)
- Hendrik van Deventer, orthopedist (1947)
- Alphons Diepenbrock, componist (1935)
- Franciscus Cornelis Donders, oogheelkundige (1935)
- Janus Dousa, dichter (1950)
- Willem Drees, staatsman (1986)

## E
- Christiaan Eijkman, arts (1993)
- Willem Einthoven, arts (1993)
- Emma van Waldeck-Pyrmont, regentes (1927, 1934, 1990)
- Orlando Engelaar, voetballer (2008)
- Erasmus, humanist (1936, 1969, 1988)
- Maurits Cornelis Escher, grafisch kunstenaar (1998)
- Max Euwe. schaker (2001)
- Cornelis Evertsen de Jongste, zeeheld (1943)
- Johan Evertsen, zeeheld (1943)

## F
- Anne Frank, holocaustslachtoffer (1980)

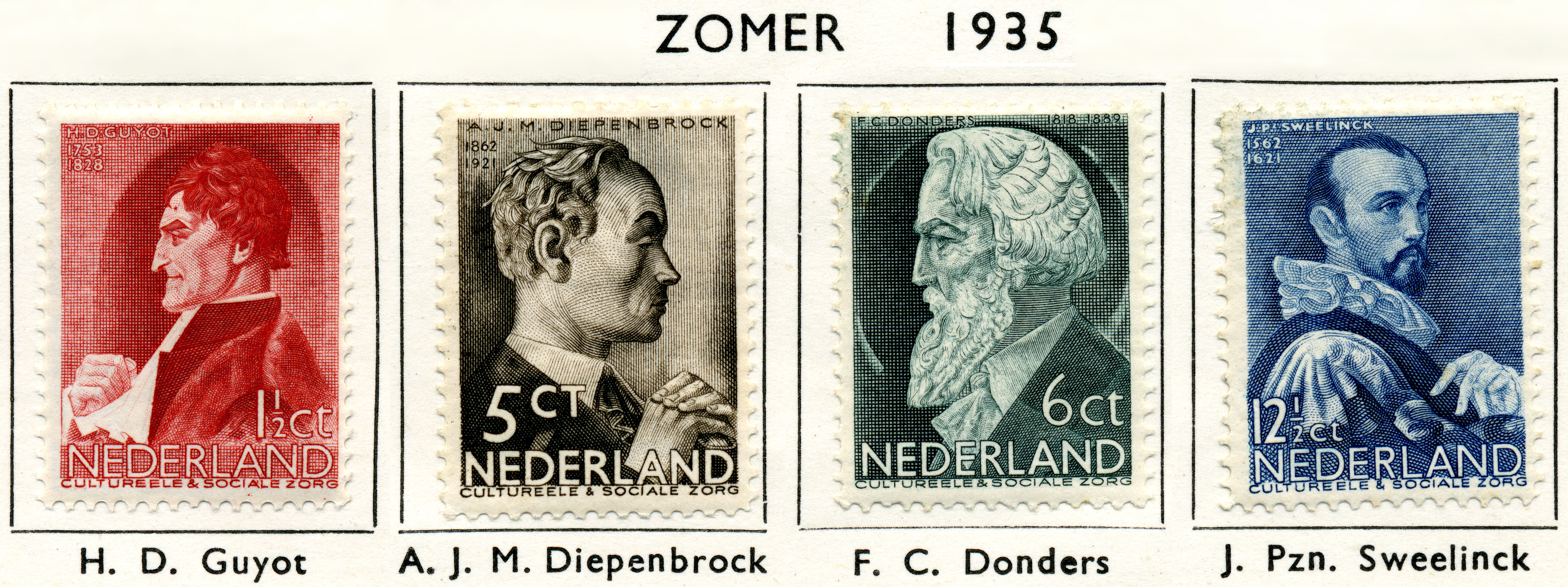
Zomerzegels 1935: Guyot, Diepenbrock, Donders en Sweelinck

## G
- Yvonne van Gennip, schaatsster (2006)
- Willem Joseph van Ghent, zeeheld (1943)
- Vincent van Gogh, schilder (1940, 1954, 1990)
- Frans Adam van der Duyn van Maasdam, staatsman (1963)
- Guillaume Groen van Prinsterer, politicus (1976)
- Hugo de Groot, jurist (1947, 1983)
- Henri Daniel Guyot, predikant en oprichter doveninstituut (1935)

## H
- André Hazes, zanger (2009)
- Piet Hein, zeeheld (1943)
- Ottho Gerhard Heldring, schrijver (1938)
- Toon Hermans, cabaretier (2010)
- Hendrik van Mecklenburg-Schwerin, prins (1927)
- Jacobus van 't Hoff, chemicus (1991)
- Gijsbert Karel van Hogendorp, staatsman (1963)
- Gerard 't Hooft, nobelprijswinnaar voor de natuurkunde (2011)
- Pieter Corneliszoon Hooft, historicus, dichter (1947)
- Jan van Hout, schrijver (1950)
- Carice van Houten (Kleinste Kortste Film), actrice (1976)
- Cornelis de Houtman, ontdekkingsreiziger (1996)
- Johan Huizinga, historicus (1954)
- Christiaan Huygens, uitvinder (1928)
- Constantijn Huygens, dichter, vader van Christiaan (1987)
- Constantijn Huygens jr., broer van Christiaan (1955)
- Philips Huygens, broer van Christiaan (1955)

## I
- Jan Ingenhousz, bioloog en arts (1941)
- Irene van Lippe-Biesterfeld, prinses (1946)
- Joris Ivens, filmmaker (1995)

## J
- Eduard Jacobs, cabaretier (1995)
- Nigel de Jong, voetballer (2008)
- Freek de Jonge, cabaretier (1995)
- Juliana der Nederlanden, koningin (1934, 1948, 1953, 1954, 1969, 1973, 1979, 1987, 1990)

## K
- Heike Kamerlingh Onnes, natuurkundige (1936)
- Wim Kan, cabaretier (1995)
- Doutzen Kroes, fotomodel (2016)
- Abraham Kuyper, politicus (1980)
- Dirk Kuijt, voetballer (2006)

## L
- Antoni van Leeuwenhoek, wetenschapper (1937)
- Judith Leyster, schilderes (1999)
- Leopold van Limburg Stirum, politicus (1963)
- Bernhard van Lippe-Biesterfeld (1971, 1987)
- Willem Jansz van Loon, mede-oprichter VOC (1955)
- Hendrik Lorentz, natuurkundige (1928)

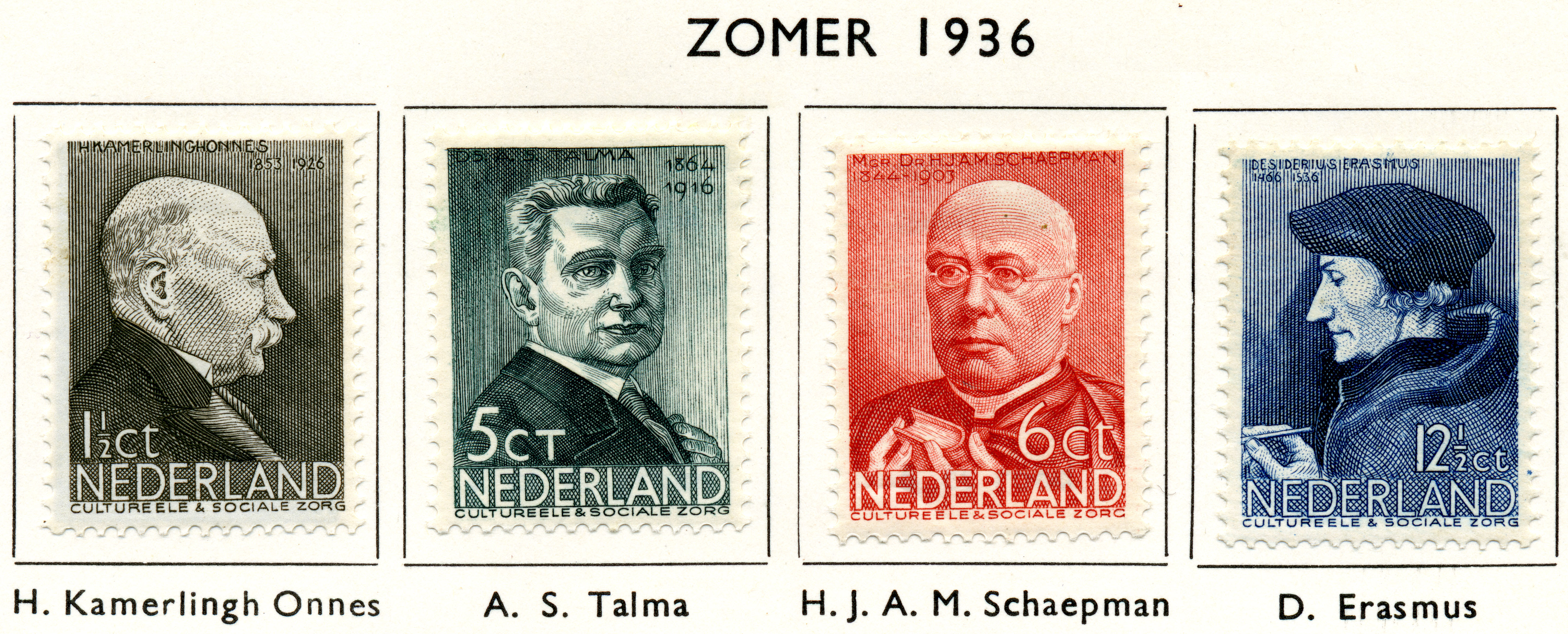
Zomerzegels 1936: Kamerlingh Onnes, Talma, Schaepman en Erasmus

## M
- Gustav Mahler, componist(1995)
- Jacob Mahu, ontdekkingsreiziger (1996)
- Nelson Mandela (2003)
- Margriet der Nederlanden, prinses (1946)
- Jacob Maris, schilder (1937)
- Matthijs Maris, schilder (1939)
- Filips van Marnix van Sint-Aldegonde, schrijver (1938)
- Antonius Mathijsen, geneeskundige (1941)
- Anton Mauve, schilder (1939)
- Eduard Meijers, rechtsgeleerde (1970)
- Jan Pieter Minckeleers, uitvinder (1928)
- Pieter van Musschenbroeck, wis- en natuurkundige, meteoroloog en astronoom (2011)

## N
- Martinus Nijhoff, dichter (1954)

## O
- Johan van Oldenbarnevelt, staatsman (1983)
- Pieter Oud, politicus (1980)

## P
- Gerard Philips, industrieel (1991)
- Willem Pijper, componist (1954)
- Jean-Louis Pisuisse, cabaretier (1995)
- Petrus Plancius, cartograaf (1996)
- Albert Plesman, luchtvaartpionier (1954)
- Everhardus Johannes Potgieter, dichter (1940)

## R
- Jan van Riebeeck, kolonist (1952)
- Rembrandt van Rijn, schilder (1930, 1938, 1955, 1999, 2006)
- Titus van Rijn, zoon van Rembrandt (1941, 2006)
- Arjen Robben, voetballer (2008)
- Jean François van Royen, algemeen secretaris PTT (1947)
- Michiel de Ruyter, zeeheld (1907, 1943, 1957, 1976)

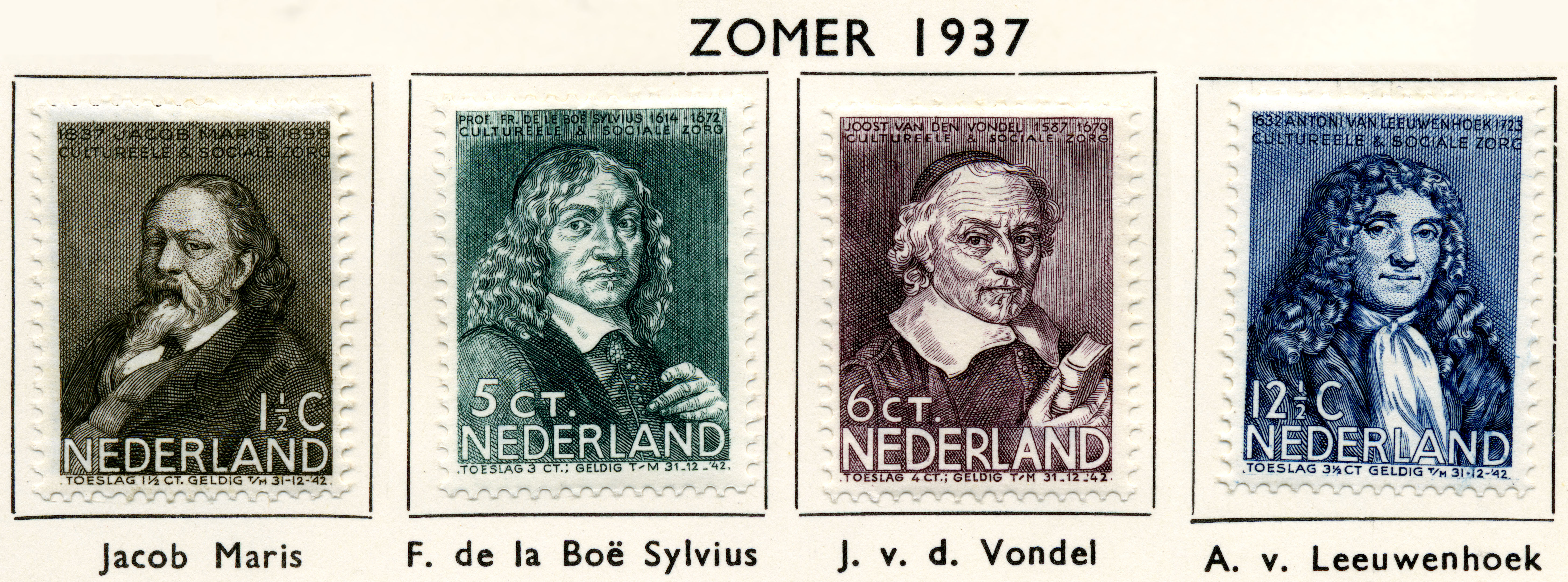
Zomerzegels 1937: Maris, Sylvius, Vondel en Van Leeuwenhoek

## S
- Alexander de Savornin Lohman, politician (1980)
- Josephus Justus Scaliger, hoogleraar (1940)
- Herman Schaepman, politicus (1936)
- Ard Schenk, schaatser (2006)
- Jacobus Schroeder van der Kolk, arts (1960)
- Franz Schubert, componist (1997)
- Albert Schweitzer, medicus (1975)
- St. Servaas, bisschop (1984)
- Baruch Spinoza, filosoof (1977)
- Anthony Christiaan Winand Staring, dichter (1941)
- Jan Steen, schilder (1940, 1979)
- Peter Stuyvesant, gouverneur (1939)
- Jan Pieterszoon Sweelinck, componist (1935)
- Gerard van Swieten, arts (1939)
- Franciscus Sylvius, medicus en anatoom (1937)

## T
- Syb Talma, politicus (1936)
- Johan Rudolph Thorbecke, politicus (1998)
- Jan Tinbergen, econoom (1995)
- Pieter Jelles Troelstra, politicus (1980)
- Cornelis Tromp, zeeheld (1943)
- Maarten Harpertszoon Tromp, zeeheld (1943)

## U
- Saskia van Uylenburgh, vrouw van Rembrandt (1983, 2006)

## V
- Jan Vennegoor of Hesselink, voetballer (2008)
- Eduard Verkade, acteur (1978)
- Simon Vestdijk, schrijver (1998)
- Maria Tesselschade Roemers Visscher, dichteres (1938)
- Gisbertus Voetius, theoloog (1936)
- Joost van den Vondel, dichter (1937, 1979)
- Tjerk Hiddes de Vries, zeeheld (1943)

## W
- Johannes Diderik van der Waals, natuurkundige (1993)
- Johannes Wier, arts (1960)
- Wilhelmina der Nederlanden (1891, 1898, 1913, 1923, 1926-7, 1931, 1934, 1939, 1944, 1947-8, 1980, 1990, 1998)
- Willem de Zwijger, 'Vader des vaderlands' (1933, 1984)
- Willem I der Nederlanden (1913)
- Willem II der Nederlanden (1913)
- Willem III der Nederlanden (1852, 1864, 1867, 1872, 1913, 1927)
- Willem-Alexander der Nederlanden (2014)
- Willibrord, missionaris (1939)
- Witte de With, zeeheld (1943)
- Johan de Witt, politicus (1947)

## X Y Z
- Pieter Zeeman, natuurkundige (1991)
- Frits Zernike, natuurkundige (1995)